# سیارک ۱۱۰۸۴
سیارک ۱۱۰۸۴ (به انگلیسی: 11084 Gio، نامگذاری:1993SG3) یازده هزار و هشتاد و چهارمین سیارک کشف شده‌است که در ۱۹ سپتامبر ۱۹۹۳ کشف شد.
قدر مطلق سیارک برابر ۱۲.۹ است.